# Caelifera
De Caelifera zijn een onderorde van insecten die tot de orde Orthoptera (rechtvleugeligen) oftewel krekels en sprinkhanen behoort. De groep wordt ook wel echte sprinkhanen of kortsprietigen genoemd, omdat ze relatief korte antennes hebben in vergelijking met de enige andere groep van de rechtvleugeligen, de Ensifera of langsprietigen. Onder deze laatste groep vallen alle sabelsprinkhanen en krekels.
De Caelifera omvatten alle typische sprinkhanen, zoals de veldsprinkhanen. Ook alle treksprinkhanen behoren tot deze groep. De meeste soorten hebben vleugels, al zijn deze bij een aantal soorten te klein om mee te vliegen.
De stridulatie van Caelifera geschiedt meestal door met de poot langs een getande vleugelrand te strijken, dit in afwijking van de Ensifera, die veelal de vleugels langs elkaar wrijven. Er zijn echter afwijkende mechanismen.

## Families
- Onderorde Caelifera
  - Infraorde Acrididea
    - Superfamilie-groep Acridomorpha
      - Superfamilie Acridoidea
        - Acrididae – Veldsprinkhanen
        - Charilaidae
        - Dericorythidae
        - Lathiceridae
        - Lentulidae
        - Lithidiidae
        - Ommexechidae
        - Pamphagidae
        - Pyrgacrididae
        - Romaleidae
        - Tristiridae

      - Superfamilie Eumastacoidea
        - Chorotypidae
        - Episactidae
        - Eumastacidae
        - Euschmidtiidae
        - Mastacideidae
        - Morabidae
        - Proscopiidae
        - Thericleidae

      - Superfamilie Pneumoroidea
        - Pneumoridae

      - Superfamilie Pyrgomorphoidea
        - Pyrgomorphidae

      - Superfamilie Tanaoceroidea
        - Tanaoceridae

      - Superfamilie Trigonopterygoidea
        - Trigonopterygidae
        - Xyronotidae

      - Superfamilie Tetrigoidea
        - Tetrigidae – Doornsprinkhanen

  - Infraorde Tridactylidea
    - Superfamilie Tridactyloidea
      - Cylindrachetidae
      - Ripipterygidae
      - Tridactylidae